# Fifty Foot Combo
Fifty Foot Combo és un grup flamenc de música surf format a Gant el 1994. L'any 2006 el grup va decidir separar-se. El baixista Jens De Waele va formar el grup de psychobilly The Grave Brothers, el bateria Bart Rosseau es va unir a Secret Agent Men i Steven Gillis va fundar el grup de post-punk Blackup. Fifty Foot Combo, però, va reformar-se el 2012 i el 2014 va celebrar el seu vintè aniversari.

## Discografia
- Go Hunting (1997)[6]
- Evil A-Go-Go!! (2000)
- Strike (2001)
- Caffeine (2002)
- The Monstrophonic Sound Live at Ernesto's (2004)
- Ghent-Bxl (2004)
- Fifty Foot Combo (2016)